# Anna Westerberg
Anna Margareta Westerberg, född 14 november 1952 i Njutånger, är en svensk skådespelare. Hon utbildades vid Skara skolscen.

## Filmografi
| År   | Roll                  | Produktion                    | Noter                |
| ---- | --------------------- | ----------------------------- | -------------------- |
| 1989 | Fru Willander         | Flickan vid stenbänken        | TV-serie Avsnitt 9   |
| 1996 | Kassörskan i bageriet | Silvermannen                  | TV-serie Avsnitt 1-2 |
| 2006 | Nybergs fru           | Wallander – Den svaga punkten |                      |
| 2009 | Domare                | Oskuld                        |                      |
| 2009 | Kollega               | Nasty Old People              |                      |

## Teater

### Roller
| År   | Roll           | Produktion                                                                                                 | Regi         | Teater                   |
| ---- | -------------- | --- | ------------ | ------------------------ |
| 1987 |                | Tjejen i aspen Staffan Göthe                                                                               | Hans Polster | Helsingborgs stadsteater |
| 1989 | Dragans hustru | Sagan om den sönderslitna dockan (El circulito de tiza o Historia de una muñeca abandonada) Alfonso Sastre | Hans Polster | Helsingborgs stadsteater |
| 1993 | Eunice Hubbell | Linje Lusta (A Streetcar Named Desire) Tennessee Williams                                                  | Håkan Lindhé | Helsingborgs stadsteater |